# Епархия Поццуоли
Епархия Поццуоли (лат. Dioecesis Puteolana, итал. Diocesi di Pozzuoli) — епархия Римско-католической церкви в составе митрополии Неаполя, входящей в церковную область Кампании.

## История
Уже в I веке христианство появилось в муниципии Поццуоли.